# عن الجمال (رواية)
عن الجمال هي رواية من عام 2005 للكاتبة البريطانية زادي سميث، وتعتمد بشكل كبير على رواية «نهاية هاورد» لمؤلفها إي. إم. فورستر. تتبع القصة حياة عائلة بريطانية أمريكية من أجناس مختلفة تعيش في الولايات المتحدة وتتناول الفروق العرقية والثقافية في كلاً من الولايات المتحدة والمملكة المتحدة، إضافة إلى ماهية الجمال والصراع بين القيم المتحررة والمحافظة في الحقل الأكاديمي. وتقتبس الكاتبة عنوان الرواية من مقالة لإيلين سكاري بعنوان (عن الجمال والعدل) بالإنجليزية "On Beauty and Being Just " ووصفت صحيفة ذا أوبزيرفر الرواية بأنها رواية سردية طويلة ساخرة تدور معظم أحداثها في مناطق تحيط بالأطلسي.
وقد رشحت الرواية عام 2005 ضمن القائمة المصغرة لجائزة مان بوكر في الثامن من أيلول لعام 2005. وحازت الكاتبة سميث على جائزة آنس فيلد وولف بوك للأعمال القصصية وجائزة أورانج برايز للأعمال القصصية في حزيران لعام 2006.

## ملخص القصة
تدور رواية عن الجمال حول قصة عائلتين وحياتهما المختلفتين والمترابطتين في آن واحد، تتألف عائلة بيلسي من الأستاذ الجامعي هاورد وهو إنجليزي أبيض وزوجته الأمريكية من أصول أفريقية كيكي وأبنائهم جيروم وزورا وليفي وتقيم العائلة في بلدة ولنجتون الجامعية الخيالية خارج مدينة بوسطن.ويعد مونتي كيبس ند هاورد الأكاديمي في مهنته وهو من ترينيداد، ويعيش في بريطانيا مع زوجته كارلين وأبنائه فيكتوريا ومايكل.
لطالما ترى عائلة بيلسي نفسها أنها متحررة وملحدة، فهاورد تحديداً يغضب عندما يقوم ابنه جيروم الذي اعتبر نفسه مسيحياً مجدداً بالذهاب للعمل كمتدرب مع عائلة كيبس المسيحية المحافظة جداً خلال العطلة الصيفية، وبعد علاقة غرامية فاشلة مع فيكتوريا كيبس يعود جيروم لمنزله. إلا أن العائلتين تقتربان من بعضهما أكثر بعد تسعة أشهر بعدما تنتقل عائلة كيبس إلى ولنجتون ويبدأ مونتي العمل في الجامعة.
تصبح كيكي وكارلين صديقتين بالرغم من التوترات بين عائلتيهما، وتتفاقم المنافسة بين مونتي وهاورد بعد أن يتحدى مونتي الآراء التحررية للجامعة بمسائل مثل سياسات التمييز الإيجابي، ويسلط نجاح مونتي الأكاديمي الضوء على قصور وفشل هاورد في نشر كتابه الذي طال انتظاره. وفي الوقت نفسه تواجه عائلة بيلسي مشكلات خاصة بها وهي تتعامل مع انهيار علاقة هاورد مع زميلته وصديقة العائلة كلير.
زورا وليفي يصبحان صديقين لكارل وهو أمريكي من أصول أفريقية من طبقة اجتماعية أفقر من الطبقة الاجتماعية الوسطى التي ينتمي إليها زورا وليفي. وتستعين زورا بصورة كارل في إعلاناتها ضمن حملتها للسماح للشبان الموهوبين من غير الطلبة بحضور محاضرات الجامعة. وبالنسبة إلى ليفي يمثل كارل شخصاً ذو هوية قوية إذ أنه أحد أفراد ثقافة سوداء حقيقية بشكل أكبر من ليفي.

## المواضيع

### هوية ذوي لون البشرة السوداء
تتناول الرواية جوانب وأنماط كثيرة من أشكال هوية السود من خلال عدد من الشخصيات، وتدور أحداث في بلدة جامعية سكانها من أصحاب الطبقة العليا من البيض. ف كيكي مثلاً تشعر بالعزلة بشدة كونها زوجة أستاذ جامعي أبيض وتخبر هاورد بذلك في ولنجتون «أن حياتها بأكملها مليئة بالبيض وأنها لا ترى أي شخص أسود إلا إن كان من عمال التنظيف».وتشعر كيكي ببعض الضغط الذي يدفعها للانسجام مع المجتمع الأبيض إنما لون بشرتها الواضح يمنعها من فعل ذلك بحق. وكذلك لا يلحظ ليفي ابن كيكي وهاورد وجود السود في المجتمع الأكاديمي النخبوي في ولنجتون. فبالنسبة له السود هم أناس عاديون يملؤون المدينة وإن إعجابه واعتناقه فكرة سواد المدينة من الداخل يدفعه لتغيير طريقة كلامه ويعزز اهتمامه بموسيقى الراب. وعلى النقيض من ذلك، ترفض شخصية مونتي فكرة أن السود لن يتغيروا أثناء عيشهم في مجتمع نخبوي جامعي. وهو يؤمن أن سياسة التمييز الإيجابي تدعم المجتمع الأسود. وبينما يرى ليفي هويته من خلال الصراع مع الاضطهاد الممنهج ومقاومة التطبيع، يرى هاورد هويته أكثر من خلال ولاءه لطبقته.
ونرى أيضاً فهم كيكي المعقد لهويتها السوداء من خلال تفاعلها مع الآخرين فعندما تتحدث كيكي مع البائع الهاييتي تشعر بنفسها بسبب قوامها الجذاب إنما تشعر بالبعد عنه أيضاً كونه من هاييتي بالإضافة إلى الفروق الطبقية. وفي مشاهد سابقة كان تفاعل كيكي مع الهايتيين ضمن سياق رئيس ومرؤوس وعندما تتحدث كيكي مع وارن تبدو غير جذابة كشخصية العمة جيميما السوداء الخنوعة. وتقوم بدور الوصي الراعي عند التحدث مع وارن.

### الجمال
يعد الجمال فكرة رئيسة في رواية زادي سميث عن الجمال ويعبر عنه بشكل مادي ومعنوي من خلال الشخصيات الرئيسة وله أهمية كبيرة في كيفية تقييم الشخصيات لمبادئها. فكثير من النساء مثل كيكي وفيكتوريا وكارلين هن في صراع لإدراك ماهية الجمال بسبب نظرة الآخرين لهن ويلاحظ هذا بكثرة من خلال النساء السوداوات في المجتمع أيضاً. ف كيكي مثلاً كانت ترى أنها جذابة جسدياً أيام شبابها عندما كانت أصغر عمراً وأكثر شباباًوإنما بسبب تقدمها في السن يقيم زوجها هاورد علاقة مستمرة مع امرأة أخرى. وتحدث خيانة هاورد بسبب مفهومه للجمال والذي يكون بالنسبة له من خلال جاذبية الجمال الخارجي مما يدفع كيكي للتشكك بجمالها. وفي النهاية تستطيع كيكي أن تدرك أن تعريفها للجمال يأتي من شعور داخلي فقد لا تبدو هي الآن كما كانت تبدو في السابق وتدرك أنها جميلة ولا يستطيع أحد أن يعرف كيف يكون ذلك الجمال بالنسبة لها. ومن جانب آخر ينظر إلى نساء أخريات بطرق مختلفة تماماً كما هو الحال مع فيكتوريا التي يتسبب مظهرها الخارجي بأن ينظر إليها فقط كجسد. وتسمح لنفسها بتفسير الجمال فقط من خلال جسدها. ويختلف هذا كثيراً عن تجربة كيكي ويستمر الصراع بين الجمال الخارجي والداخلي عبر الرواية بأكملها. ولكن في النهاية يعطى الجمال قيمة وأيضاً تبقى الفكرة أن الجمال يأتي بعدة أشكال.
ولا تركز رواية زادي سميث على الجمال الخارجي فقط إنما تنظر أيضاً إلى مفهوم الجمال نفسه وقيمته. فمن خلال الرواية تنظر كثير من الشخصيات إلى الجمال بطرق مختلفة. أو أن البعض مثل مونتي وهاورد يفشلان في رؤية الجمال في أي شيء. وحتى في المواد التي يدرسانها في محاضرات تاريخ الفن يفضلان التركيز على السياسة بدلاً من ذلك. وثمة شخصية تظهر مرة واحدة في الرواية هي كاتي ارمسترونغ ويستطيع القارئ من خلال نظرتها أن يرى ما يفتقده هاورد في محاضراته. فالمادة التي يقدمها لها تأثير كبير عليها فهي جميلة جداً بالنسبة لها لدرجة تجعلها تنفجر باكية.
وترى كارلين زوجة مونتي الجمال بشكل أفضل من زوجها كما هو ظاهر حين تناقش هي وكيكي لوحة «عشيقة إيرزولي» (العذراء السوداء). فلا تحب كارلين اللوحة ليس بسبب ثمنها إنما بسبب معناها لها وما تمثله «حيث تمثل الحب والجمال والنقاء والأنثى المثالية والقمر» إضافة إلى تمثيل «الغيرة والثأر وعدم الانسجام» من ناحية أخرى. فهي تعطي معنى لما تراه كارلين نفسها جميلاً في الناس الذين تحبهم. وتثير اللوحة جدلاً فيما بعد حين تتركها كارلين لكيكي بينما يرى كلاً من مونتي وعائلة كيبس فقط قيمة اللوحة من خلال ثمنها وليس بالقدر الذي تعنيه لأحبائهم.

### الطبقية
تربط سميث في روايتها بين مسائل الطبقية والعرقية من أجل أن توضح العلاقة بين الاثنتين في الرواية. فعلى سبيل المثال تصبح مشكلة أصل كيكي العرقي عقبة في طريق قدرتها على التأقلم مع المجتمع والعالم المحيط بها والذي يغلب عليه وجود البيض والمتعلمين والأثرياء. إن كون المجتمع الأكاديمي هو النخبة أمر مرتبط بشكل مباشر بكونه من البيض مما يخلق صراعاً بين هوية كيكي العرقية وهويتها الطبقية في المجتمع. إن الطبقية ترتبط بشكل مباشر مع التعليم والعرق وينعكس هذا مع الطريقة التي تتفاعل بها الشخصيات من غير البيض مع العالم المحيط بها والذي يغلب عليه تواجد البيض فيه. ويواجه ليفي صراعاً مع أصوله العرقية المختلفة ولون بشرته السوداء لأنه أساساً يعيش في مجتمع يغلب عليه وجود المثقفين البيض. تضم عائلة كيكي وهاورد مزيجاً من صفات نمطية خاصة بالبيض وأخرى نمطية خاصة بالسود بما في ذلك الخصائص الجسدية، مما يخلق تعقيداً داخل العائلة والذي يعكس التعقيدات الموجودة داخل المجتمع الأكاديمي والعلاقة مع العرقية والطبقية.
وتصبح قضايا الطبقية واضحة على وجه الخصوص في نهاية الرواية عند إمعان النظر إلى التوتر الذي سببته اللوحة الفنية. فقبل وفاتها تترك كارلين كيبس سراً لكيكي لوحة فنية كانت عائلة كيبس تملكها. ويقوم ليفي بعد تحريض أصدقاءه الهايتيين الجدد له بسرقة اللوحة من مكتب مونتي كيبس بنية إرجاعها إلى الشعب الهاييتي الذين أخذ منهم كيبس اللوحة في بداية المطاف. وتثير هذه الحادثة قضايا تعدي على الملكية والسلب. ويستخدم مونتي نفوذه ونقوده ليسلب أعمالاً فنية من أناس فقراء من السود في منطقة الكاريبي ويعيد بيعها في العالم الأكاديمي الأكثر ثراء لمصالحه الشخصية.

### الدين
في رواية زادي سميث يعد الدين مهماً إنما حسب نظرة الأشخاص الذين يؤيدونه ويعارضونه. فيرفض هاورد الدين تماماً ويتعرض للنقد بسبب عدم إيمانه بأي شيء. أما عائلة كيبس التي تدعي أنها متدينة، تستغل الدين كغطاء للتستر على تصرفاتهم الغير أخلاقية. فعندما يدعي جيروم تدينه في بداية الرواية يبدو ذلك أمراً متعمداً لينعزل عن عائلته. ولأن بقية عائلته غير متدينة بشكل قاطع يظهر جيروم كالبطة السوداء فيها. في الواقع، ينجذب جيروم أكثر لعائلة كيبس إلى حد ما بسبب تدينها. غير أن مونتي كيبس يستعمل منصبه في الكنيسة ومكانته كونه رجل دين لاستغلال امرأة تصغره عمراً. تجتمع آراء مونتي كيبس المتحفظة اجتماعياً مع مسيحيته لتجعله يبدو كإنسان غير متسامح بشكل عام.

## وصلات خارجية
- فرانك ريتش، "Zadie Smith's Culture Warriors" (review), نيويورك تايمز, 18 September 2005.
- "A Thing of Beauty?", a review of On Beauty in The Oxonian Review of Books
- Michiko Kakutani, "A Modern, Multicultural Makeover for Forster's Bourgeois Edwardians", The New York Times, 13 September 2005.
- "Dear Booker Committee", a discussion of On Beauty by Stephen Metcalf of سلايت.
- Tew, Philip. «زادي سميث's On Beauty: Art and transatlantic antagonisms in the Anglo-American academy.» Symbiosis 15 (2), 2011: 219- 236